# Sara Savnik
Sara Savnik, slovenski fotomodel, * 8. avgust 1990
Postala je miss Universe Slovenije 2013, potem ko so Nini Đurđević odvzeli naslov zaradi laganja o študiju medicine v Mariboru in Berlinu. Pred tem je v Novi Gorici osvojila naslov kraljica vrtnic 2012.
Prihaja iz Ajdovščine. Pri petnajstih letih je postala skoraj popolnoma gluha zaradi poka petarde. Nastopila je v videospotu Iztoka Gartnerja Udari me.
Prodaja izdelke podjetja Herbalife.

## Izobrazba
Obiskovala je srednjo šolo za oblikovanje v Mariboru. Študirala je na Fakulteti za dizajn v Trzinu.